# Stanisław Grajewski
Stanisław Grajewski herbu Olawa (zm. przed 4 września 1600 roku) – stolnik podlaski w latach 1575–1585, podstarości włodzimierski w 1575 roku, dworzanin królewski.
Poseł na sejm koronacyjny 1574 roku z powiatu bielskiego. Poseł województwa podlaskiego na sejm 1576/1577 roku.